# یوگنیا کولودکو
یوگنیا کولودکو (روسی: Евгения Николаевна Колодко؛ زادهٔ ۲۲ ژوئیهٔ ۱۹۹۰) پرتاب‌گر وزنه اهل روسیه است.